# Distrito de Bonneville
El distrito de Bonneville es un distrito (en francés, arrondissement) del departamento de Alta Saboya (en francés, Haute-Savoie), situado en la región de Auvernia-Ródano-Alpes. Tiene una población estimada, a inicios de 2021, de 192 471 habitantes.

## División territorial

### Cantones
A partir de 2015 los cantones dejaron de ser subdivisiones administrativas para pasar a ser meras circunscripciones electorales departamentales, vigentes solamente durante las elecciones para concejales.
Por lo tanto, el cantón en Francia no es una persona jurídica; no tiene presupuesto, ni competencia, ni empleados, ni administrador, a diferencia de las comunidades de municipios u otras administraciones locales. Solo existe en el contexto de elecciones departamentales.
El "cantón" en el sentido popular ("los habitantes del cantón") es, por lo tanto, hoy una denominación desprovista de cualquier fundamento.

### Comunas
Al 1 de enero de 2024, el distrito agrupa las siguientes comunas:
1. Amancy
2. Arâches-la-Frasse
3. Arenthon
4. Ayse
5. Bonneville
6. Brizon
7. Chamonix-Mont-Blanc
8. La Chapelle-Rambaud
9. Châtillon-sur-Cluses
10. Cluses
11. Combloux
12. Les Contamines-Montjoie
13. Contamine-sur-Arve
14. Cordon
15. Cornier
16. Demi-Quartier
17. Domancy
18. Etaux
19. Faucigny
20. Fillinges
21. Glières-Val-de-Borne
22. Les Houches
23. Magland
24. Marcellaz
25. Marignier
26. Marnaz
27. Megève
28. Mégevette
29. Mieussy
30. Mont-Saxonnex
31. Morillon
32. Nancy-sur-Cluses
33. Onnion
34. Passy
35. Peillonnex
36. Praz-sur-Arly
37. Le Reposoir
38. La Rivière-Enverse
39. La Roche-sur-Foron
40. Saint-Gervais-les-Bains
41. Saint-Jean-de-Tholome
42. Saint-Jeoire
43. Saint-Laurent
44. Saint-Pierre-en-Faucigny
45. Saint-Sigismond
46. Saint-Sixt
47. Sallanches
48. Samoëns
49. Scionzier
50. Servoz
51. Sixt-Fer-à-Cheval
52. Taninges
53. Thyez
54. La Tour
55. Vallorcine
56. Verchaix
57. Ville-en-Sallaz
58. Viuz-en-Sallaz
59. Vougy